# Myrte
Myrte (Myrtus) er en slægt med én eller højst to arter, som vokser i Sydeuropa og Nordafrika. Det er buske eller små træer med en tætgrenet, rund vækstform. Bladene er læderagtige, modsatte og friskgrønne. Bladranden er hel. Blomsterne er regelmæssige med talrige støvdragere. Frugterne er blå bær.
Her omtales kun den ene art, som sælges til vinterhaver eller som stueplante i Danmark.
| Arter |

- Almindelig Myrte (Myrtus communis)

Den anden art, Myrtus nivellei regnes af mange botanikere for at tilhøre den ovennævnte art. Den findes kun nogle få steder i rester af bjergskove på bjergene inde i Sahara: Tassili n'Ajjer i Algeriet og Tibesti i Tchad.